# Eliezer Sussmann

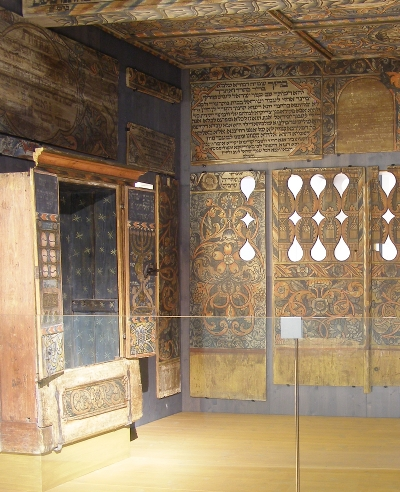
Lambris peints et arche sainte de la synagogue d’Unterlimpurg au Hällisch-Fränkisches Museum de Schwäbisch Hall.

Eliezer Sussmann, dit Eliezer Sussmann ben Shlomo, était le fils du hazzan Shlomo Katz originaire de  Brody en  Galicie orientale près de Lviv. Il fut un important peintre et décorateur de synagogue au XVIIIe siècle. Entre 1730 et 1740, il peignit et décora sept synagogues en Souabe septentrionale et en Franconie dans le style des synagogues baroques en bois telles qu’on les trouvait en Pologne, en Lituanie, en Ukraine et en Biélorussie dans les campagnes des XVIIe et XVIIIe siècles. Aucune source ne permet pour l’instant de connaître ses dates de naissance et de décès. La salle de prière de Schwäbisch Hall-Unterlimpurg déplacée au musée historique de la ville est le dernier vestige de son travail en Allemagne et en Europe puisque les autres synagogues d'Europe de l'Est ont été détruites et saccagées pendant l'occupation nazie,,. Une autre œuvre quasi relictuelle de Sussmann en Franconie est exposée au Musée d'Israël à Jérusalem.

## Les synagogues en bois de l’Europe de l’Est

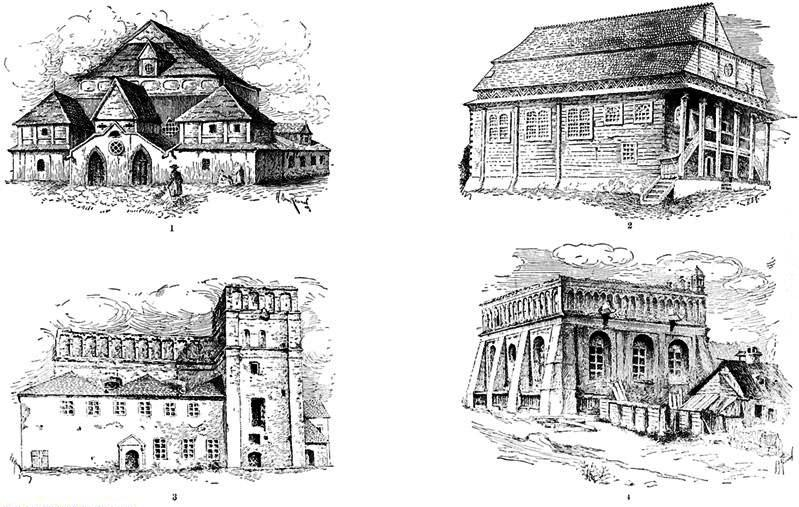
Synagogues polono-ukrainienne, dont deux en bois aujourd’hui disparues, en haut à gauche celle de Khodoriv-Żydaczów.

Sussmann introduit dans une région très délimitée de l’Allemagne la décoration caractéristique des édifices religieux juifs de l'Europe de l’Est, notamment de la Pologne-Lituanie,appelée « Polin » par les juifs, de la Russie, du Belarus et de l’Ukraine. Polin est d'ailleurs le nom tout nouveau musée de l'Histoire des Juifs polonais à Varsovie qui « montre à quel point il serait appauvrissant de faire l'histoire de la Pologne sans les Juifs, qui ont part extrêmement importante dans la vie culturelle et économique du pays » Par le biais des artistes de Galicie polonaise et ukrainienne, la décoration intérieure sur bois fut introduite dans les synagogues en Moravie et République tchèque comme à Holešov, célèbre aussi pour son cimetière juif, et en Roumanie voisine.
La mode décorative dans les synagogues des XVIIe et XVIIIe siècles était de peindre les plafonds avec des thématiques iconographiques élaborées. Sachant que les églises en bois dont l'intérieur peint remonte déjà au XIIe siècle en Russie et que les maisons privées dans les campagnes slaves commencèrent également à être peintes à partir du XVIe siècle, il n'est pas saugrenu de penser que la tradition de la peinture sur bois dans les édifices cultuels juifs soit dans la continuité d'une tradition artistique populaire très ancrée dans le monde rural slave après un passage progressif sur des siècles de la sphère religieuse à la sphère privée, puis par mimétisme ou par goût particulier, introduite et développée dans les shtetlekh de Pologne-Lituanie pendant l’âge d’or de la communauté juive,. Les kehilot, communautés juives locales, avaient acquis le droit de s'administrer elles-mêmes. En 1760, la moitié de la population juive du monde vit dans la grande Pologne. Par ailleurs, le bois était disponible en abondance dans la plaine germano-polonaise. Dans les villages de la Polin à forte majorité juive, les shtetlekh, les maisons et les dépendances étaient presque toujours en bois, y compris la synagogue.
À l’inverse, la peinture paysanne (« Bauernmalerei ») était également très implantée en Souabe et Franconie pour le mobilier et la décoration extérieure. Une certaine affinité culturelle existe incontestablement et elle explique peut-être pourquoi des juifs franconiens, natifs ou émigrés, apprécièrent la qualité artistique des peintures murales venues d'Europe de l'Est.
Dès le XVIIe siècle, l'ornementation issue de la tradition populaire est très riche dans les synagogues. Sur les murs comme sur les plafonds, les motifs récurrents sont les fleurs, les vignes, les oiseaux et autres bêtes comme les lions, les aigles, les léopards, mais aussi des urnes, des palmes et des inscriptions en hébreu. Les artistes exploitent à satiété les motifs issus de la flore et de la faune, mais ils représentent aussi les ustensiles que l’on trouvait autrefois fréquemment au Temple de Jérusalem. On y voit aussi également la description des villes saintes, des motifs tirés du zodiaque et un bestiaire évoquant les animaux symboliques de l'ère messianique. Pendant les XVIIe et  XVIIIe siècles, les artistes-décorateurs de Pologne-Lituanie furent de facto en contact avec tous les courants polonais les plus divers issus de l'activité religieuse et culturelle intense à ce moment-là : le hassidisme, le sabbatianisme  initié par Sabbataï Tsevi, le messianisme de Jacob Frank, les adeptes de la pénitence ou de la numérologie, et de manière générale la généralisation des idées kabbalistiques et mystiques.

## Artistes itinérants souvent anonymes
Comme pour l’architecte, Benjamin Hillel,
Sussman est l'un des rares artistes décorateurs d'intérieur de synagogue qui aient été identifiés. On ne peut en effet associer la plupart des synagogues, mais étonnamment aussi la plupart des églises en bois, à un architecte connu ou à des artistes décorateurs célèbres. Le fait que Sussman ait œuvré en Allemagne, même sur un secteur restreint, et que des documents écrits aient pu mentionner son nom, a peut-être permis de le sortir de l'anonymat caractéristique des artistes-décorateurs des synagogues en bois polonaises et ukrainiennes. Sachant que toutes les synagogues ukrainiennes de Galicie orientale ont disparu, les rares vestiges de Sussmann en Allemagne, eux-mêmes très endommagés et restaurés, permettent de se faire une idée quasi mémorielle des édifices peints de cette région avant l'Holocauste.
La raison se trouve dans le fait que les peintres-décorateurs des synagogues étaient des artistes itinérants dont Sussmann est un bon exemple puisqu’il poursuivit son périple au-delà de la sphère traditionnelle des synagogues en bois en poussant jusqu’en Allemagne en Franconie où il travailla entre 1732 et 1742. Les artistes travaillaient pour des communautés de migrants regroupés dont les coutumes et les rites différaient de ceux des juifs allemands natifs. Aucune pièce écrite ne peut expliquer comment Sussmann est arrivé en Franconie depuis la Galicie orientale, ni qui l’a fait venir pour décorer de simples salles ou maisons de prières. En revanche, il est clairement établi que les échanges intercommunautaires ont favorisé la transmission de nouveaux savoir-faire dans les domaines les plus variés ou de nouvelles thèses théologiques qui se répandaient par le biais des rabbins issus des écoles rabbiniques très célèbres des pays de l’Est et disséminés dans toute l’Europe centrale et occidentale jusqu’à Metz par exemple.
Il faut qu’il y ait eu un trait d’union entre les communautés de Galice et celles de Franconie : un rabbin, un marchand itinérant, des familles ukrainiennes immigrées venues rejoindre des proches par exemple.
Sussman s’inscrit donc totalement dans la lignée de ces artistes-décorateurs et devient le représentant d’une technique picturale en Europe occidentale où il créa un îlot de l’art ashkénaze est-européen. Grâce au transfert de la synagogue de Horb am Main au Musée d’Israël, il passe davantage à la postérité que ses confrères restés dans l’anonymat, mais pour lesquels il fait figure d’ambassadeur au XXIe siècle.
Le photographe russe, Lazar Lissitzky, faisait partie du projet de recensement des synagogues en bois en 1916 dont on dénombra plus de 200 ; il fut surpris par « l’abondance des formes décoratives inépuisables » dans l’ornementation de ces édifices.
Parmi les rares artistes identifiés, il y eut aussi :
- Israel Lisnicki[1] ou Israel ben Mordechai Lissnitzky[10]  originaire de Jarczów, peintre-décorateur de la synagogue en bois de Khodoriv-Żydaczów[10]  du XVIIe siècle, un très bel exemplaire de synagogue en bois ;
- Isaac Leib[1] ou Yehuda Leb of Jaryczow[10] , successeur du précédent qui restaura et entretint la même synagogue en 1714[10] ;
- Haim Segal[1] originaire de Sloutsk en Biélorussie qui est l'auteur du dôme de la synagogue en bois de Mahiliow au XVIIIe siècle.

Les peintures murales de Sussmann ressemblent à celles de Segal qui a décoré la synagogue de Mogilev  sur le Dniepr en 1740. Les deux artistes représentent les villes de manière plus aplatie et sans volume si on les compare à d'autres artistes d'Europe de l'Est.
Mais contrairement à Sussmann, Haim Segal place la sainte Jérusalem sur le côté proche de l'arche sainte dans la partie sud-est de la coupole de Mogilev pendant qu’au nord-est, il représente une ville avec l'inscription hébraïque (ווירמייזא en yiddish contemporain װאָרמז) de la ville allemande de Worms, surnommée la Petite Jérusalem et l'une des trois villes SchUM quelque peu contestée par le regard de Haim Segal.
L'opposition entre Jérusalem et Worms est une spécificité de Segal qui n'a pas été reprise par Sussmann qui est resté dans la tradition. Plus fréquemment, et c’est le cas chez Sussmann, les dessins muraux opposent Jérusalem et Babylone où la seconde ville est reconnaissable par de nombreux instruments de musique qui pendent aux arbres jalonnant les rivières de Babylone comment on peut le lire dans le psaume 137, 1-3. Derrière tous ces motifs, la tour qui émerge des décorations représente bien sûr la tour de Babel.
Sussmann peignit et décora les murs et les plafonds de ses synagogues le plus souvent avec un feuillage dense peuplé d'oiseaux et d'animaux dans lequel s'insèrent des inscriptions en hébreu. Il est également connu pour avoir apprécié le tondo représentant trois lièvres,. Le but était essentiellement décoratif car il n'est pas sûr que Sussmann ait été conscient du sens astral de ce motif qui a dû lui paraître moins chrétien que celui des trois poissons représentant la Trinité.

## Ses œuvres
Les synagogues les plus connues à ce jour sont :

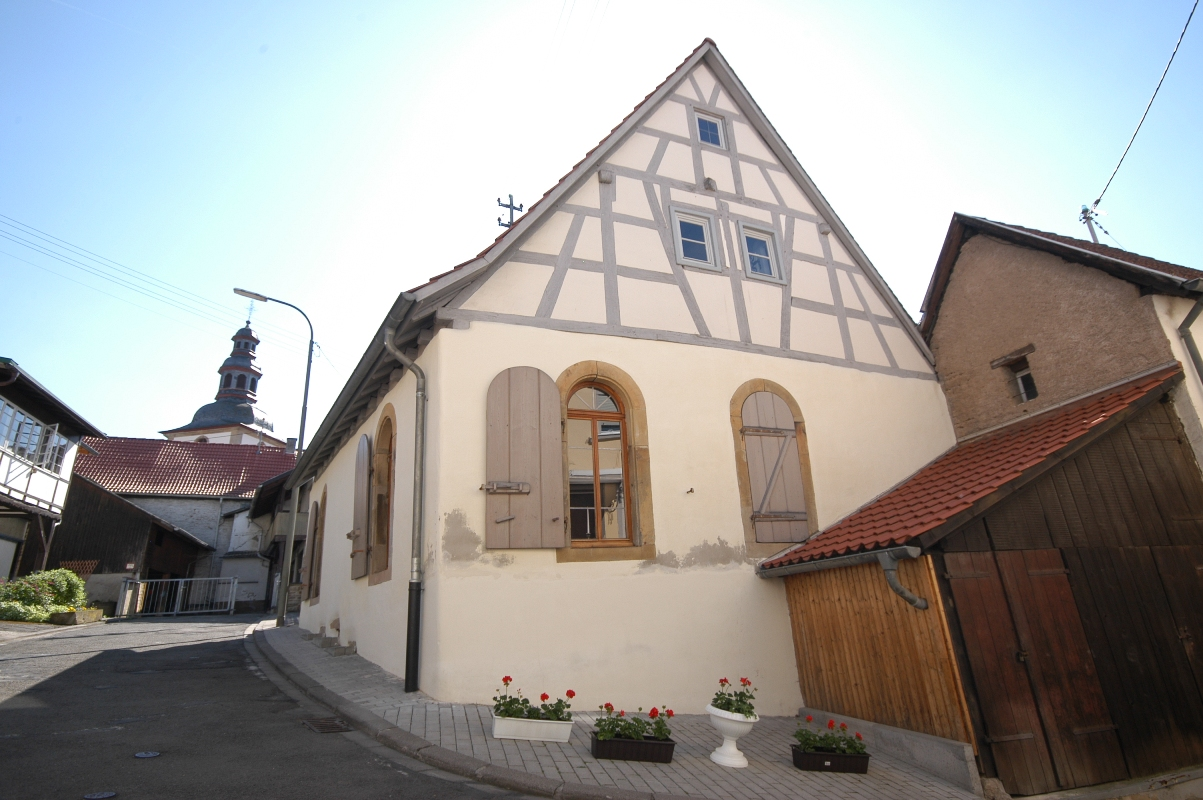
la synagogue-grange de Bechhofen en Franconie centrale, construite en 1732-33[7] et détruite en 1938[13] ;
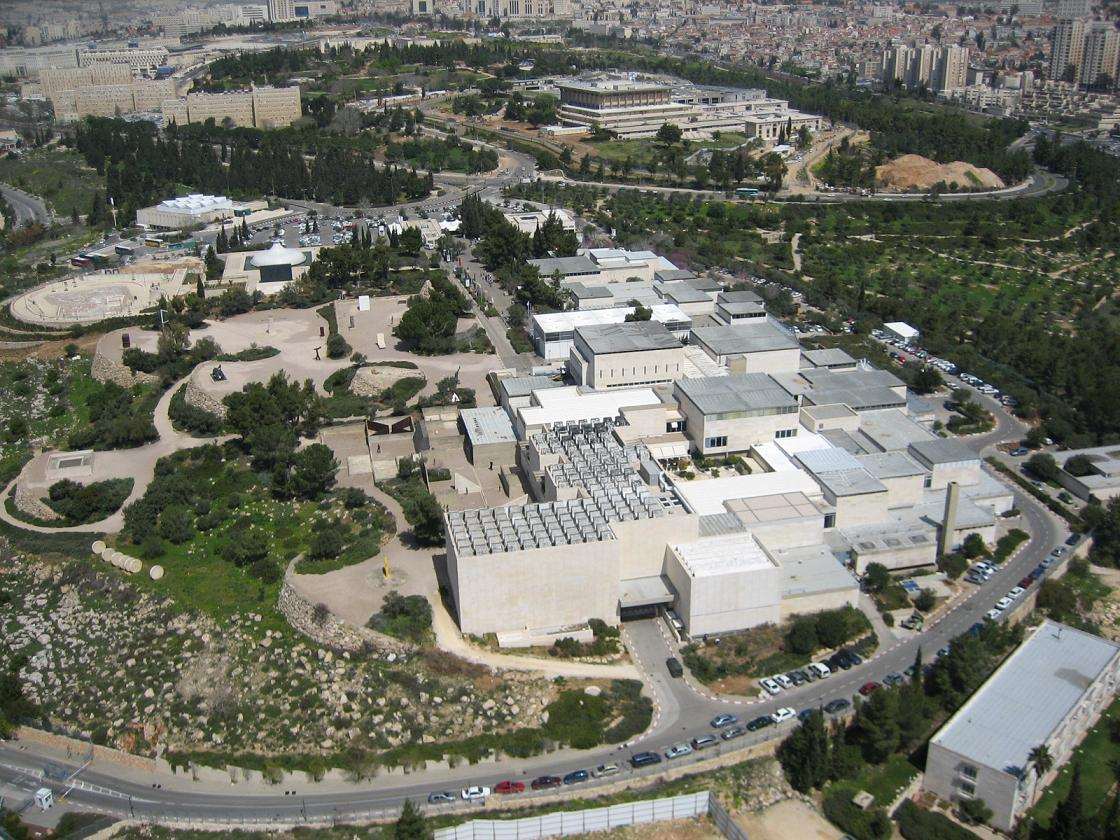
la synagogue de Horb am Main en Haute-Franconie, érigée en 1735[7] et dont les parties lambrissées peintes du plafond se trouvent aujourd’hui au Musée d’Israël[14] à  Jérusalem qui fournit en ligne une photographie du plafond peint par Sussman sur une hauteur de 213 cm, une largeur de 480 cm et une longueur de 625 cm[14]. Après 1864, la synagogue fut transformée en une grange où l’on stockait du foin[15]. En 1908, on se rend compte de l’usage cultuel de l’édifice grâce aux peintures de Sussmann. À des fins de protection, les parois peintes encore intactes furent transférées au musée d’art de Bamberg, puis au musée d’Israël à Jérusalem en 1968[15]. Il s’agit d’un prêt permanent de la commune de Bamberg. La restauration a été financée par un don de l'industriel Jakob Michael (de) de New York en mémoire de sa femme Erna Sondheimer-Michael[14], ex-présidente de la division des femmes du Greater New York United Jewish Appeal et co-donatrice du « Erna and Jakob Michael Institute of Biomedical Research » du « Albert Einstein College of Medicine » à la Yeshiva University. Elle décéda en 1964 à l'âge de 59 ans[16] ;
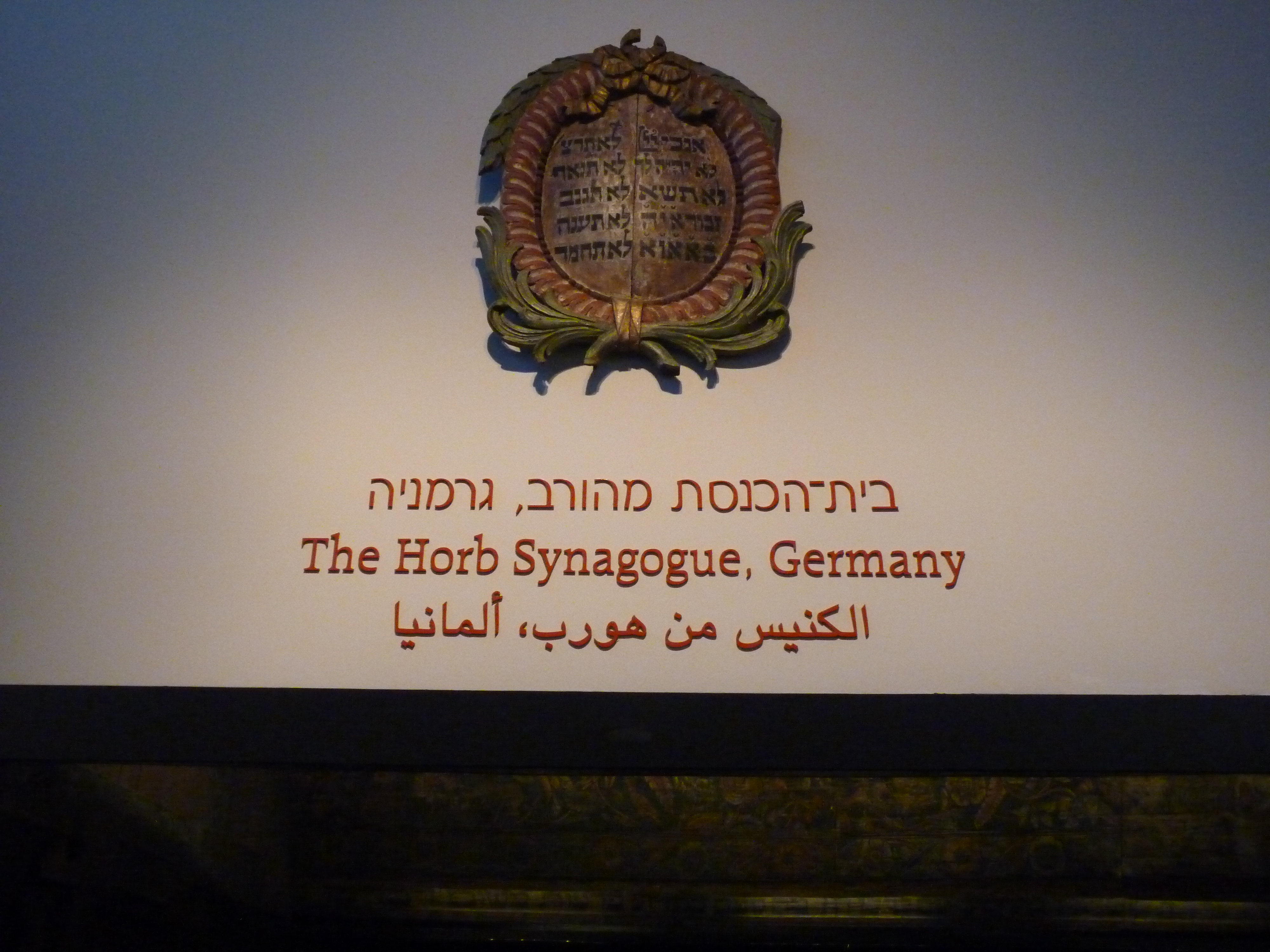
les salles de prière de la synagogue de Unterlimpurg et celle de Steinbach, commune de Schwäbisch Hall, toutes deux dans le Wurtemberg septentrional. Elles furent construites en 1738-39[7] ; les lambris peints des deux synagogues sont conservés au musée de la ville de Schwäbisch Hall, le Hällisch-Fränkisches Museum. La synagogue de Steinbach porte le surnom de Frauenschul (synagogue des femmes)[17] car il y avait une entrée spéciale et une pièce dédiée aux femmes dans les synagogues de la région[15]. La décoration intérieure de la synagogue de Unterlimpurg est la seule de Sussmann qui existe sur le sol allemand[18] ;
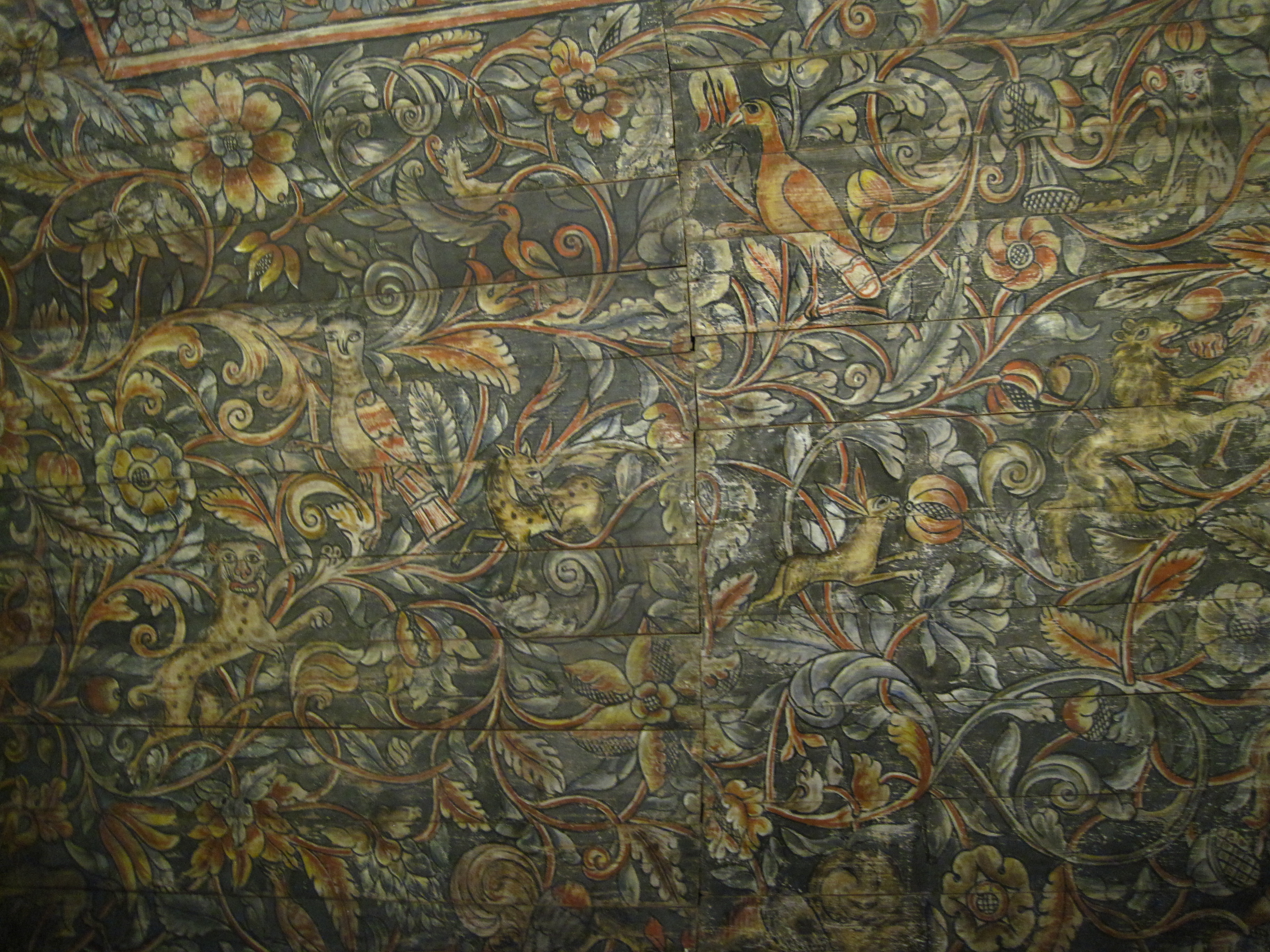
la synagogue de  Kirchheim (Basse-Franconie) près de  Wurtzbourg érigée en 1739/40[7] ;
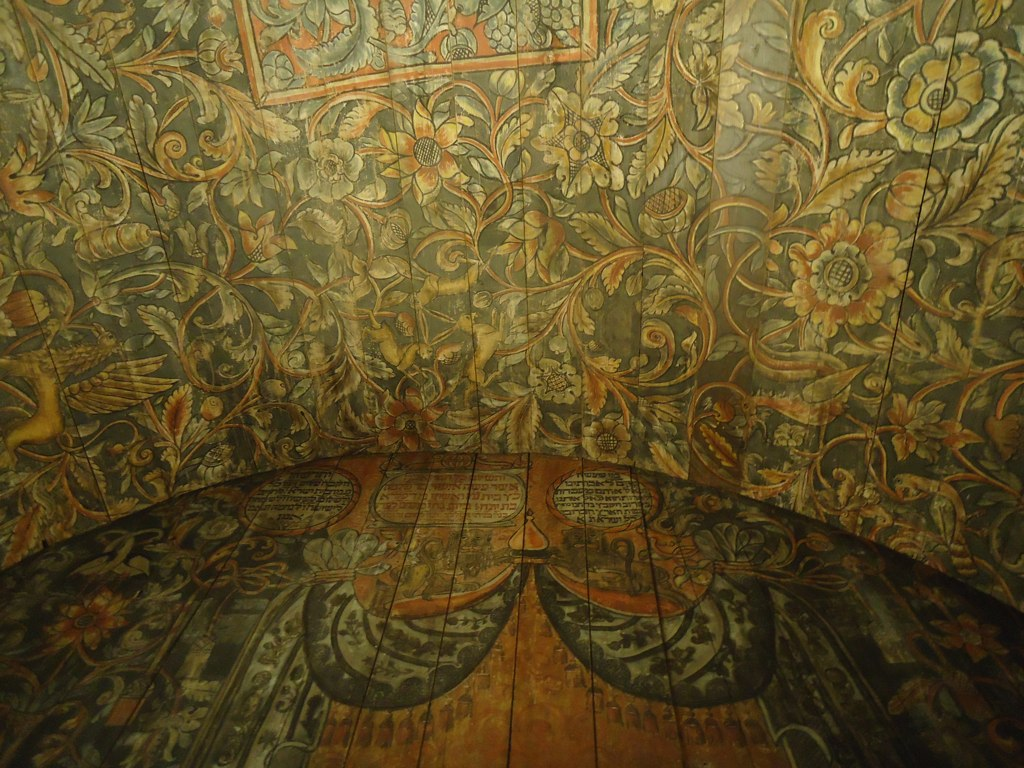
la synagogue de  Colmberg près d‘Ansbach[19] ;
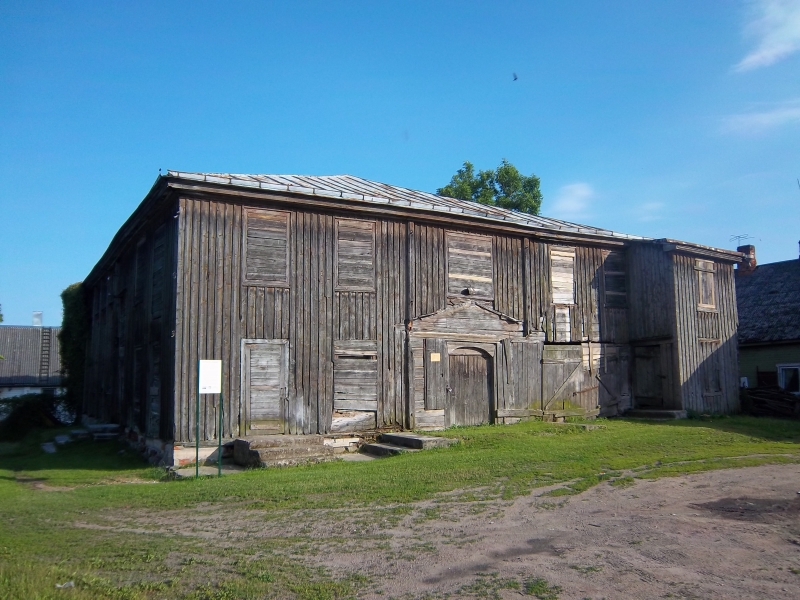
la synagogue de  Georgensgmünd en Franconie inaugurée en 1735 ;
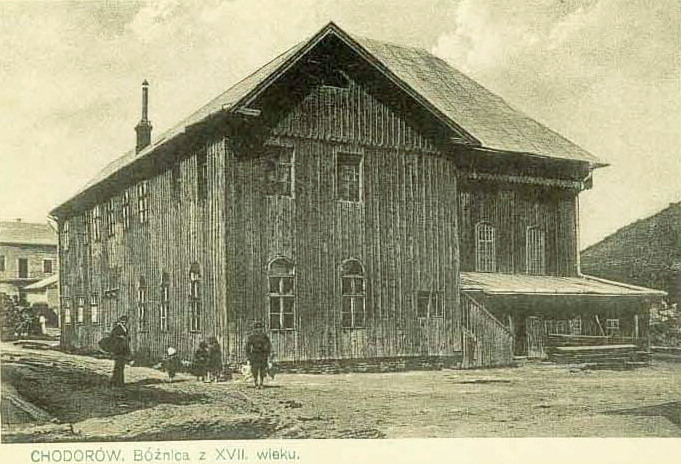
la synagogue d‘Odenbach.